# Glenn McCoy
Pour les articles homonymes, voir McCoy.
Glenn McCoy (né le 16 juin 1965 à Saint-Louis) est un dessinateur de presse et auteur de bande dessinée américain conservateur, créateur du comic strip The Duplex, du panel strip Flying McCoys (en) (avec son frère Gary) et collaborateur de nombreux quotidiens et hebdomadaires américains.

## Prix
- 1997 : prix de la National Cartoonists Society de l'illustration magazine
- 1998 : prix de la NCS du dessin de presse pour ses dessins du Belleville News-Democrat (en)
- 2003 : prix de la NCS de la carte de vœux ; de l'illustration magazine
- 2004 : prix de la NCS de la carte de vœux ; de l'illustration magazine
- 2005 : prix de la NCS de la carte de vœux ; du comic strip pour The Duplex
- 2006 : prix de la NCS de l'illustration magazine
- 2010 : prix de la NCS de l'illustration magazine
- 2011 : prix de la NCS du dessin humoristique (journal) pour Flying McCoys (en)
- 2012 : prix de la NCS de la carte de vœux ; de comic strip pour The Duplex
- 2015 : prix de la NCS de la carte de vœux
- 2017 : prix Inkpot